# Arnald Steiger
Arnald Steiger (Zúric, 2 d'octubre de 1896 - Madrid, 6 de maig de 1963) fou un romanista suís.

## Vida i obra
Steiger va estudiar filologia romànica de 1915 fins a 1920 a les universitats de Zúric, Ginebra i Complutense de Madrid. Es doctorà el 1921 a la universitat de Zúric amb una tesi dirigida per Louis Gauchat amb el títol Contribución al estudio del vocabulario del Corbacho (Madrid 1922) i el 1925 defensà la tesi d'habilitació sobre Contribución a la fonética del hispano-árabe y de los arabismos en el ibero-románico y siciliano (Madrid 1932, 1991).
Esenyà en una escola superior per a noies a Zúric de 1921 a 1933 i fou professor a la Universitat de Sankt Gallen de 1933 a 1947. Al mateix temps, era professor extraordinari a la universitat de Zúric on, finalment, de 1945 a 1957, fou catedràtic de filologia romànica. Aquesta any va ser destituït per un afer de malversació no ben aclarit. Se li creà una càtedra extraordinària a la universitat de Madrid que ocupà des de 1961 i fins a la seva mort. Va fundar el 1936 la revista suïssa de lingüística romànica Vox Romanica, amb Jakob Jud, i en fou l'editor (únic editor des de la mort de Jud) fins a la seva mort.
Steiger fou el fundador de la hispanística a Zúric i també va potenciar la lusitanística. Dins d'aquestes disciplines destaquen els seus estudis sobre la influència de l'àrab en les llengües romàniques i també sobre Alfons X el Savi, com a paradigma de la conjunció orient/occident. La seva biblioteca es conserva a la Universitat de Constança (vegeu enllaços externs). A més de la carrera com a romanista, tingué una carrera militar en l'exèrcit suís on arribà al rang de general de la brigada de muntanya 12. Fou també director del departament de ciències militars de l'ETH Zürich.
El 1945 fou nomenat acadèmic corresponent de la Reial Acadèmia de Bones Lletres de Barcelona. Rebé també la Creu d'Alfons X el Savi.

## Publicacions
- (ed.) Libros de acedrex, dados e tablas. Das Schachzabelbuch König Alfons des Weisen, nach der Handschrift J.T.6 fol. des Escorial mit Glossar und grammatischem Abriss, Genève 1941
- Origin and spread of oriental words in European languages, New York 1963